# Like a Stone
«Like a Stone» (en español: «Como una piedra») es una canción interpretada por el supergrupo estadounidense de rock alternativo Audioslave. La canción fue incluida en su álbum debut de estudio homónimo titulado Audioslave (2002). Se lanzó como segundo sencillo por las compañías discográficas Epic Records y Interscope Records el 6 de enero de 2003. En los Estados Unidos, encabezó las listas de música rock de Billboard, Mainstream Rock Tracks y Modern Rock Tracks respectivamente, mientras alcanzó el número treinta y uno en el Billboard Hot 100. Además recibió la certificación de oro por la Recording Industry Association of America. En las listas decenales de la década de los 2000's, se colocó en la quinta posición en la lista del Alternative Songs y octava en el Mainstream Rock Tracks.

## Antecedentes y composición
El bajista Tim Commerford afirma que la canción trata sobre un anciano que espera la muerte, sentado en una casa solo después de que todos sus amigos y familiares han fallecido, a la espera de reunirse con ellos. Sin embargo, aunque originalmente Commerford pensó que era una canción sobre el amor y el romance, el cantante y compositor Chris Cornell explicó que «es una canción acerca de concentrarse en la otra vida que a uno le espera, en lugar del enfoque monoteísta normal: uno trabaja muy duro toda su vida para ser una buena persona y una persona moral y justa, generosa, y luego te vas al infierno de todos modos».
La melancolía y ciertas partes de la letra de «Like a Stone» ha llevado a algunos a preguntarse si Cornell escribió la canción pensando en la muerte de Layne Staley, cantante de Alice In Chains, quien murió en abril de 2002. Cornell ha negado este hecho, diciendo: 

«No, yo no soy uno de esos tipos que cuando sucede algo sale disparado diciendo, "oh, era 11 de septiembre y ahora es el 12, voy a escribir sobre eso". Yo escribí la letra antes de su muerte. [...] Se puede malinterpretar esas cosas bastante fácil, pero no tienden a sentarse y planear escribir sobre un tema específico. Vienen o no lo hacen».

## Video musical
El video musical de la canción fue escrito y dirigido por el ganador del Grammy Meiert Avis, que también ha dirigido videos para State Radio, U2, Bruce Springsteen, Bob Dylan, J-Lo entre otros. El video fue producido por Oualid Mouaness y rodado en una antigua mansión española en Los Ángeles, donde vivió Jimi Hendrix mientras grababa Purple Haze con su grupo The Jimi Hendrix Experience. El hijo de Commerford apareció en el video cuando tenía un año de edad.

## Lista de canciones
| Sencillo en CD |                                                          |          |  |
| N.º            | Título                                                   | Duración |  |
| 1.             | «Like a Stone» (Versión del álbum)                       | 4:54     |  |
| 2.             | «Like a Stone» (en vivo en BBC Radio 1)                  | 5:00     |  |
| 3.             | «Gasoline» (en vivo en BBC Radio 1)                      | 4:42     |  |
| 4.             | «Set It Off» (en vivo en Late Show with David Letterman) | 4:01     |  |
| 5.             | «Super Stupid» (en vivo en BBC Radio 1)                  | 3:23     |  |

## Posiciones
| País           | Lista (2003)            | Mejor posición |
| -------------- | ----------------------- | -------------- |
| Australia      | ARIA Singles Chart      | 35             |
| Estados Unidos | Billboard Hot 100       | 31             |
| Estados Unidos | Modern Rock Tracks      | 1              |
| Estados Unidos | Mainstream Rock Tracks  | 1              |
| Estados Unidos | Top 40 Mainstream       | 27             |
| Estados Unidos | Adult Top 40            | 23             |
| Italia         | FIMI Singles Chart      | 40             |
| Nueva Zelanda  | NZ Top 40 Singles Chart | 14             |

## Certificaciones
| País           | Organismo certificador | Certificación | Ventas  | Ref.  |
| -------------- | ---------------------- | ------------- | ------- | ----- |
| Estados Unidos | RIAA                   | Disco de Oro  | 500 000 | [ 1 ] |

## Sucesión en listas
| Anterior: «Somewhere I Belong» de Linkin Park | Modern Rock Tracks — Sencillo N°. 1 17 de mayo de 2003 — 30 de mayo de 2003       | Siguiente: «Headstrong» de Trapt             |
| Anterior: «Somewhere I Belong» de Linkin Park | Mainstream Rock Tracks — Sencillo N°. 1 19 de abril de 2003 — 11 de julio de 2003 | Siguiente: «Send the Pain Below» de Chevelle |